# Assedio di Cadice
L'assedio di Cadice ebbe luogo dal 5 febbraio 1810 al 24 agosto 1812, e vide contrapposti la guarnigione spagnola della città di Cadice comandata dal Duca di Albuquerque, poi rinforzata da contingenti alleati britannici e portoghesi sotto il generale Thomas Graham, ed un esercito assediante francese comandato dai marescialli Nicolas Jean-de-Dieu Soult e Claude-Victor Perrin. Dopo quasi due anni e mezzo di resistenza, l'assedio, uno dei più importanti della guerra d'indipendenza spagnola, ebbe termine con la ritirata delle forze francesi, che non erano state in grado di espugnare la città.

## Antefatti
Con l'occupazione della capitale Madrid da parte dei francesi nel marzo del 1808, il governo provvisorio spagnolo (Junta Suprema Central) si era insediato nella città di Cadice, importante base navale cinta di fortificazioni. Dopo la sconfitta inflitta dall'armata anglo-spagnola del generale Arthur Wellesley alle forze francesi nella battaglia di Talavera il 28 luglio 1809, ai primi del novembre seguente la Junta Central aveva dato ordine alle sue armate principali di attuare una complessa manovra per liberare Madrid dall'occupazione francese; la campagna si era però conclusa con due disastrose sconfitte subite dalle armate spagnole nelle battaglie di Ocaña (19 novembre 1809) e di Alba de Tormes (26 novembre 1809).
Con l'esercito regolare spagnolo ridotto a mal partito da questi disastri, nel dicembre del 1809 l'Armata del Sud francese, comandata dal maresciallo Soult con Victor come comandante di Corpo, aveva invaso l'Andalusia, respingendo davanti a sé le deboli forze spagnole; il 5 febbraio 1810, i francesi giunsero in vista di Cadice, ponendo quindi l'assedio alla città.

## L'assedio
Le truppe francesi di Soult e Victor si schierarono in tre campi fortificati situati nei pressi dei villaggi di Chiclana, Puerto Real e Santa Maria, posizionati a semicerchio intorno alla penisola su cui sorgeva la città; una richiesta di resa, inviata dai francesi, venne fermamente respinta dal comandante spagnolo. Per tutto il febbraio del 1810, i francesi sottoposero alla città ad un bombardamento incessante, impiegando anche pezzi d'artiglieria pesante e grossi mortai d'assedio, alcuni capaci di sparare i propri proiettili fino a 3 miglia di distanza, valore molto elevato per l'epoca; ciò nonostante, i francesi si resero ben presto conto che la riuscita di un attacco diretto contro le munite fortificazioni spagnole, oltretutto circondate da terreno impervio, era cosa piuttosto difficile. Gli sforzi degli assedianti furono inoltre ostacolati dalla cronica carenza di rifornimenti, soprattutto di munizioni, dovuta agli incessanti attacchi dei guerriglieri spagnoli contro le linee di comunicazioni francesi e le loro retrovie; in molte occasioni i francesi furono costretti ad inviare grossi contingenti anche di 150 - 200 uomini per scortare un convoglio di rifornimenti o addirittura un singolo corriere, ed il controllo da loro esercitato sulle regioni interne dell'Andalusia fu molto spesso più che effimero.
Il 20 aprile 1810 i francesi misero a segno un buon colpo catturando un forte spagnolo a guardia della strada tra Cadice e Puerto Real, permettendo alla loro artiglieria di prendere di mira le navi che entravano nel porto della città; a parte poche azioni minori, tuttavia, i francesi non tentarono altri assalti contro le fortificazioni di Cadice, limitandosi a mantenere il blocco della città. All'inizio del 1811, Soult trasferì il grosso della sua armata presso il confine portoghese per assediare la città di Badajoz, lasciando la conduzione dell'assedio al maresciallo Victor con una forza di 15-20 000 uomini; la forza al comando del maresciallo era ora troppo piccola per prendere la città, mentre allo stesso tempo la guarnigione spagnola, incrementata fino a 26 000 uomini, lanciò una serie di sortite contro le linee francesi, appoggiata anche da un contingente anglo-portoghese giunto in rinforzo alla città. Sperando di approfittare della riduzione delle forze francesi, il 21 febbraio 1811 una forza anglo-spagnola sotto il comando dei generali Thomas Graham e Manuel la Peña sbarcò a Tarifa, allo scopo di marciare verso Cadice e di levare l'assedio alla città; il 5 marzo la forza alleata venne attaccata dai francesi nei pressi di Barrosa, ma, nonostante avesse ottenuto una netta vittoria, i profondi dissidi tra il comandante britannico e quello spagnolo impedirono di portare a termine l'azione, e l'intera forza ritornò a Tarifa.
Tra aprile ed agosto del 1811, la guarnigione spagnola continuò a condurre piccole sortite con contingenti di 2-3 000 uomini per volta, ma la situazione rimase sostanzialmente invariata; un tentativo di Victor di scacciare la forza di Graham trincerata a Tarifa nell'inverno del 1811 - 1812 venne respinto dalle piogge torrenziali e dall'ostinata resistenza delle truppe alleate. Il 22 luglio 1812, l'armata britannica del duca di Wellington ottenne un'importante vittoria sui francesi nella battaglia di Salamanca, e grazie a questo successo le forze alleate poterono rioccupare Madrid; con la sua armata minacciata di essere tagliata fuori dall'avanzata degli alleati, Soult ordinò a Victor di ritirarsi da Cadice entro il 24 agosto. Dopo un lungo bombardamento per consumare le munizioni rimaste, i francesi fecero saltare in aria gli oltre 600 pezzi d'artiglieria schierati davanti a Cadice e si ritirarono indisturbati verso nord, ponendo fine al lungo assedio.